# Pierre-Gilles de Gennes

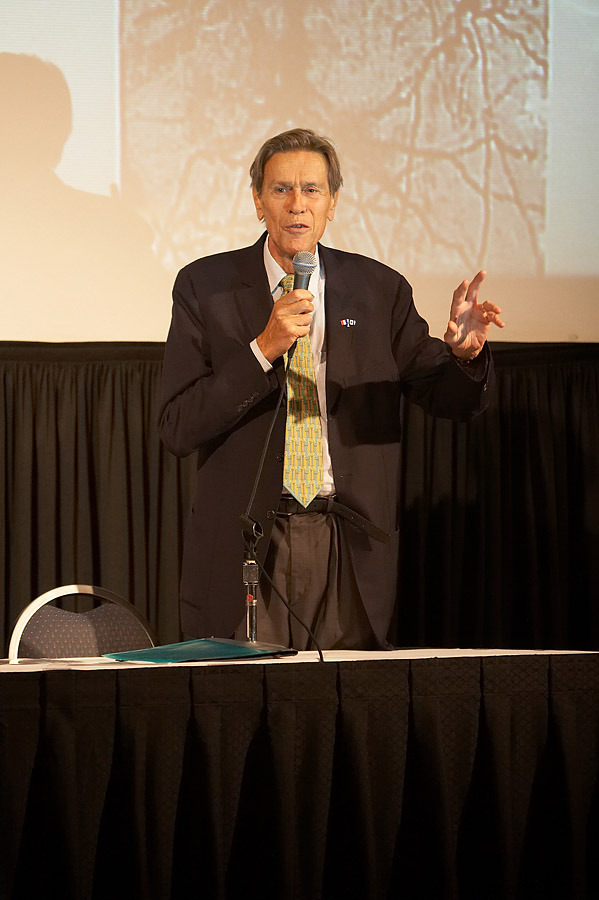
Pierre-Gilles de Gennes (2006)

Pierre-Gilles de Gennes, född 24 oktober 1932 i Paris, död 18 maj 2007 i Orsay, Essonne, var en fransk fysiker som mottog Nobelpriset i fysik 1991. 
De Gennes fick priset med motiveringen "för upptäckten att metoder, som utvecklats för att beskriva ordning i enkla system, kan generaliseras till att gälla mer komplicerade former av materia, särskilt flytande kristaller och polymerer".
De Gennes arbetade som ingenjör vid franska atomenergikommissionen 1955-1961. Han var professor vid Orsay Liquid Crystals Group vid Universitetet i Paris 1961-1971 och var professor vid
Collège de France i Paris sedan 1971.
De Gennes har med matematiska metoder studerat hur extremt komplexa former av materia beter sig vid övergången från ordning till oordning. Han upptäckte hur elektriskt eller mekaniskt triggade fasövergångar förändrar flytande kristaller från genomskinliga till ogenomskinliga tillstånd. Detta utnyttjas till exempel i olika former av displayer och datorskärmar.
De Gennes arbete har visat att så vitt skilda fenomen som magneter, supraledare, flytande kristaller och lösningar av polymerer kan beskrivas med samma generella matematiska metoder.
De Gennes tilldelades 1990 Wolfpriset i fysik tillsammans med David J. Thouless.

## Utmärkelser
- Louis Ancel-priset,  1959
- CNRS silvermedalj,  1960[9]
- Holweck-priset,  1968[10]
- Bourke Award,  1976[11]
- Prix Ampère,  1977
- CNRS guldmedalj,  1980[12][13]
- Polymer Physics Prize,  1982[14]
- Gay-Lussac Humboldt-priset,  1983
- Utländsk ledamot av Royal Society,  28 juni 1984[15]
- Matteuccimedaljen,  1987
- ACS Award in Polymer Chemistry,  1988[16]
- Hedersdoktor vid Université de Sherbrooke,  1988[17]
- Harvey-priset,  1988[18]
- Lorentzmedaljen,  1990
- Wolfpriset i fysik,  1990[19]
- Nobelpriset i fysik,  1991[20][21]
- Wolfgang Ostwald-priset,  1991[22]
- Hedersdoktor vid Lavaluniversitetet,  1995[23]
- Fellow of the Australian Academy of Science,  1996[24]
- Hedersdoktor vid Universitetet i Vigo,  1997[25]
- F. A. Cotton Medal,  1997[26]
- Eringen-medaljen,  1998[27]
- Alexander von Humboldt-stipendiat
- Onsagermedaljen
- Humboldtpriset
- Hedersdoktor vid Hebreiska universitetet i Jerusalem

[Redigera Wikidata]